# Steve Jobs Theater
Steve Jobs Theater（スティーブ・ジョブズ・シアター）とは、Apple Park内にある1,000席のイベントホールである。
Apple製品の発表や記者会見を目的としている。

## デザイン
Apple Parkの小高い丘の上にあり、入り口から草木が植えられた道を5分ほど歩くと見ることができる。
講堂への階段がある地上の大きな円筒形のロビーがある。シアターのノースタンタウアベニューには350の駐車スペースがあり、シアターの北西にあるメインキャンパスに通じる歩道がある。
ガラス製のエレベーター、もしくは螺旋階段で入退場する。
高さ6m、直径50mほどの44枚の強化ガラス板で壁が作られており、他の柱なしで、メタリックカーボンナノファイバー製の屋根を支えている。
周囲のキャンパスを妨げることなく360度の景色を眺めることができる。80ショートトン (73 t) カーボンファイバー屋根は、44枚の同じパネルで構成され、ドバイを拠点とする会社Premier Composite Technologiesから提供された。各パネルは70フィート (21 m) 長くて11フィート (3.4 m) 幅が広く、中央が他のパネルとロックされている。
配管や配線はガラスパネル間にあるシリコーンジョイント内にすべて組み込まれている。
イベント開催時は、入場時は飲食物が配布され、退場時には新製品の展示が行われている。
劇場の最初のプレスイベントは2017年9月12日に開催され、iPhone 8、iPhone 8 Plus、iPhone X、Apple Watch Series 3、Apple TV 4Kが発表された。

## 技術
設計事務所のフォスター・アンド・パートナーズによると、世界最大のメタリックカーボンナノファイバー製屋根で、自立するガラス建築としても世界最大級と言われている。
3つのヘリカルガイドレールに添いながら昇降し、目的地につくまでに171度回転するガラス製のエレベーターは世界初の技術である。ロビーの下部から上部まで42フィート (13 m) で化学強化ガラスで作られており、世界で最も高い自立型ガラスエレベーターとされている。

## 受賞歴
2018年、英国構造エンジニア協会の構造賞を受賞。